# Ubi Arcano Dei Consilio
Ubi Arcano Dei Consilio è la prima enciclica di papa Pio XI, promulgata il 23 dicembre 1922.
Questa enciclica manifesta il programma del pontificato del nuovo papa, riassunto nel suo motto «pax Christi in regno Christi», la pace di Cristo nel Regno di Cristo; contro la tendenza a ridurre la fede a questione privata, Pio XI sprona i cattolici ad adoperarsi per creare una società totalmente cristiana, nella quale Cristo regni su ogni aspetto della vita. Questo programma fu completato dalle encicliche Quas Primas (1925), con la quale istituì la festa di Cristo Re, e Miserentissimus Redemptor (1928), dedicata al culto del Sacro Cuore.
La Ubi arcano prende le mosse dall'amara constatazione che un'«autentica pace», pur finito il Primo conflitto mondiale, era ancora lontana. Le tensioni internazionali, infatti, secondo Pio XI, erano causate dal quel processo di laicizzazione delle società che sembrava non arrestarsi. Unica soluzione, per una pacifica convivenza tra le nazioni, sarebbe stata una nuova loro sottomissione alle direttive ecclesiastiche. Contestuale a tale idea è la presa di distanza da parte di papa Pio XI, dopo il possibilismo di Benedetto XV, nei confronti della Società delle Nazioni.